# Bromsgrove (dystrykt)
Bromsgrove – dystrykt w hrabstwie Worcestershire w Anglii.

## Miasta
- Bromsgrove

## Inne miejscowości
Alvechurch, Aston Fields, Barnt Green, Belbroughton, Bell End, Beoley, Blackwell, Bordesley, Bournheath, Burcot, Catshill, Clent, Cofton Hackett, Dodford, Fairfield, Finstall, Frankley, Hagley, Hollywood, Holt End, Hopwood, Hunnington, Lickey, Lickey End, Marlbrook, Romsley, Rowney Green, Rubery, Sidemoor, Stoke Heath, Stoke Prior, Tardebigge, Tutnall, Upper Bentley, Wythall.